# G. L. Harriss
Gerald Leslie Harriss (22 mai 1925 - 2 novembre 2014) est un historien britannique spécialiste de la fin du Moyen Âge. Ses travaux portent sur l'histoire parlementaire, financière et administrative de l'époque. Harriss est membre du Magdalen College d'Oxford.

## Biographie
Il commence à étudier l'histoire moderne au Magdalen College d'Oxford en premier cycle en 1943, où il a K. B. McFarlane comme professeur. Après deux ans dans la Royal Navy de 1944 à 1946, il revient pour terminer ses études et poursuit ses recherches pour un D.Phil. sous la supervision de C. A. J. Armstrong (en) étant senior Demyship de Magdalen de 1950 à 1952.
Il commence sa carrière comme maître de conférences adjoint à l'Université de Manchester de 1955 à 1956, avant d'être nommé maître de conférences puis lecteur en histoire médiévale à l'Université de Durham de 1956 à 1967. En 1967, Harriss succède à McFarlane, décédé subitement l'année précédente, en tant que Fellow et tuteur en histoire moderne du Magdalen College, étant également bibliothécaire du Collège de 1968 à 1983. De 1990 à 1992, Harriss est lecteur en histoire médiévale à l'Université d'Oxford. À sa retraite en 1992, il est élu membre émérite du Magdalen College.
En 1986, GL Harriss est élu membre de la British Academy.
Rulers and Ruled in Late Medieval England. Essays presented to Gerald Harriss (Hambledon, 1995), un Festschrift en son honneur, est édité par deux de ses anciens étudiants chercheurs, Rowena E. Archer et Simon Walker, et publié en 1995.
Les contributions importantes de Harriss à l'histoire médiévale sont basées sur ses recherches sur les exigences financières croissantes et les prérogatives du gouvernement anglais de la fin du Moyen Âge, qui aboutissent à une série d'articles importants tels que "Fictitious Loans", Ec.HR, 2nd series, 8 (1955 -6), p. 187–99 ; « Preference at the Medieval Exchequer», BIHR, 30 (1957), pp. 17–40 ; et " Aids, Loans and Benevolences ", Historical Journal, 6 (1963), pp. 1–19. Dans son magnum opus, King, Parliament and Public Finance in Medieval England to 1369 (Oxford, 1975), Harriss place le système de finances royales sous contrôle parlementaire dans le contexte de l'émergence de la couronne en tant que personne morale distincte de la personne de le roi, et son rôle dans le développement de la société politique anglaise et de la constitution. Harriss bénéficie ensuite du travail de Simon Walker, notamment en ce qui concerne la suite de John of Gaunt et le développement de formes privées d'autorité politique parallèlement à celle de la couronne.
En plus de succéder à McFarlane à Magdalen, Harriss édite également une collection posthume des essais de McFarlane, Lancastrian Kings and Lollard Knights, en 1972. En 1997, Harriss publie Letters to Friends 1940-1966, un recueil de la correspondance de McFarlane avec plusieurs de ses étudiants, dont Rees Davies, Karl Leyser, Alan Bennett et Harriss lui-même, publié en privé par le Magdalen College.

## Publications
- King, Parliament and Public Finance in Medieval England to 1369, 1975 [6]
- Henry V: The Practice of Kingship (éd.), 1985 [7]
- Cardinal Beaufort. A Study in Lancastrian Ascendency and Decline,, 1988
- 'Political Society and the Growth of Government in Late Medieval England', (article de journal) 1993 [8]
- Shaping the Nation. England, 1360-1461 , 2005 [9]